# ترينديول
ترينديول (بالتركية Trendyol)، هي منصة للتجارة الإلكترونية في تركيا، يقع مقرها الرئيسي في اسطنبول. كما أنها من بين أكبر شركات التجارة الإلكترونية في العالم تعمل ترينديول في هيكل مجموعة ترينديول.
تأسست ترينديول في عام 2010.  بدأت نموذج السوق من خلال توسيع نطاق المنتجات والخدمات المقدمة بما يتماشى مع نموها. يتم تسليم أكثر من مليون حزمة يوميًا للعملاء في فئات عديدة مثل الأزياء والإلكترونيات والمنزل والأثاث والأمهات والأطفال ومستحضرات التجميل  تم تنزيل تطبيق ترينديول أكثر من 45 مليون مرة ولديه أكثر من 30 مليون عميل.
قامت مجموعة علي بابا جروب، وهي شركة تقنية متعددة الجنسيات متخصصة في التجارة الإلكترونية وتجارة التجزئة والإنترنت والتكنولوجيا، باستثمار استراتيجي في ترينديول.
في أغسطس 2021، أبرمت ترينديول اتفاقيات لجمع 1.5 مليار دولار من عدد من المستثمرين البارزين، حيث تقدر قيمة الشركة بـ 16.5 مليار دولار. بهذا التمويل الجديد، أصبحت ترينديول أول ديكاكورن في تركيا شارك في قيادة الجولة جنرال أتلانتيك، سوفت بنك فيجن، بالإضافة إلى برينسفيل كابيتال وصناديق الثروة السيادية، ADQ (الإمارات العربية المتحدة) وجهاز قطر للاستثمار.

## شركات المجموعة

### ترينديول تك
تمت الموافقة على المنصة كمركز للبحث والتطوير في عام 2019 من قبل وزارة الصناعة والتكنولوجيا.  تركز الشركة على معالجة اللغة الأم، وتحليل البيانات في الوقت الفعلي، والتعلم الآلي والتعلم العميق، ومعالجة الصور، وتصور البيانات، ومحاكاة النص، والبيانات الضخمة.

### دولاب
تأسست Dolap في عام 2016 كمنصة تداول للمنتجات المستعملة واستحوذت عليها ترينديول في عام 2018.  1.4 مليون بائع فردي نشطون حاليًا على Dolap التي أصبحت واحدة من المنصات الرائدة في سوقها في سوق السلع المستعملة في تركيا.

### ترينديول إكسبرس
تأسست كشبكة توصيل في عام 2018.

## المستثمرون
تأسست برأس مال مبدئي 300 ألف دولار أمريكي، تلقت ترينديول استثمارات من Tiger Global و Kleiner Perkins في 2010-2011 والبنك الأوروبي للإنشاء والتعمير في 2014.  أصبحت مجموعة علي بابا، إحدى مجموعات التجارة الإلكترونية الرائدة في العالم، مساهمًا في ترينديول في عام 2018. بعد الاستثمار الذي قامت به علي بابا، تم سحب Tiger Global و Kleiner Perkins Caufield Byers ويعتبر EBRD كواحد من أوائل حيدات القرن مع الاستثمار الذي تم استلامه من علي بابا.  أصبح علي بابا مساهمًا في الشركة من خلال الاستحواذ على أسهم 3 مساهمين دوليين في ترينديول.
في أغسطس 2021، أبرمت ترينديول اتفاقيات لجمع 1.5 مليار دولار من عدد من المستثمرين البارزين، حيث تقدر قيمة الشركة بـ 16.5 مليار دولار. وقالت الشركة في بيان إن الجولة شارك في قيادتها جنرال أتلانتيك، وصندوق سوفت بنك فيجن 2، بالإضافة إلى برينسفيل كابيتال وصناديق الثروة السيادية، ADQ (الإمارات العربية المتحدة) وجهاز قطر للاستثمار. وهكذا، بينما ارتفع تقييم ترينديول إلى 16.5 مليار دولار، تم ترقية الشركة إلى فئة «شركة أحادية القرن»، والتي تستخدم للشركات التي يتجاوز تقييمها 10 مليارات دولار.